# Yahya Ahmad
Yahya Ahmad (7 de agosto de 1954) é um ex-ciclista malaio. Representou seu país, Malásia, nos Jogos Olímpicos de Verão de 1976 na prova de estrada individual, mas não terminou.